# Ago di Cleopatra

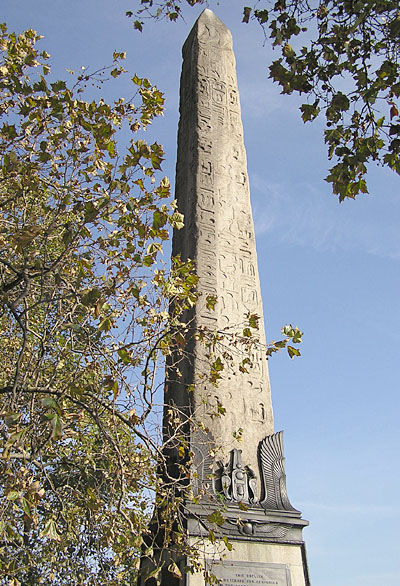
L'Ago di Cleopatra di Londra

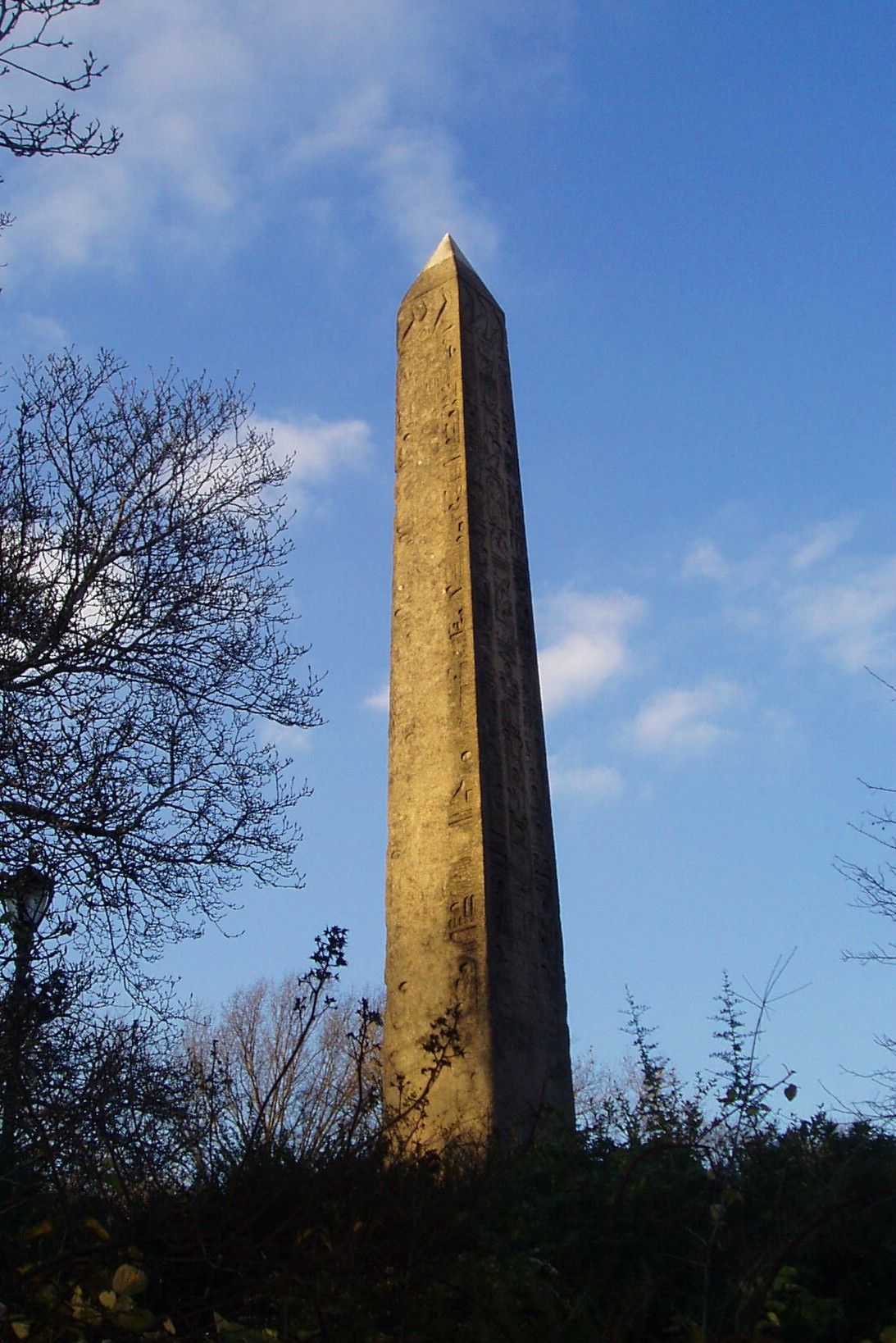
L'Ago di Cleopatra di New York

Ago di Cleopatra è il nome di due obelischi in granito rosa di Assuan, situati uno a Londra, tra il Tamigi e Victoria Embankment, e l'altro nel Central Park di New York. Entrambi sono alti 21 metri e pesano circa 220 tonnellate. Anche se entrambi sono obelischi originari dell'antico Egitto, il loro nome comune è errato, perché non hanno alcuna connessione con la regina tolemaica Cleopatra VII d'Egitto, nata più di mille anni dopo la loro realizzazione. Furono infatti costruiti nel regno del faraone Thutmose III (XV secolo a.C.). L'obelisco di New York è stato il primo a acquisire il soprannome francese "L'aiguille de Cléopâtre", quando si trovava ancora ad Alessandria.

## Storia
Eretti in origine a Eliopoli durante il regno del faraone Thutmose III nel XV secolo a.C., furono poi trasportati ad Alessandria dai romani per ordine dell'imperatore Augusto. Nel 12 a.C. furono eretti all'ingresso del Caesareum, un tempio fatto costruire da Cleopatra VII. Dopo non molto tempo crollarono e rimasero semisepolti, ciò che permise di preservare la maggior parte dei geroglifici incisi sulle loro facce dall'usura degli agenti atmosferici.
Nel 1819 il Chedivè d'Egitto, Mehmet Ali, decise di donare uno dei due obelischi alla Gran Bretagna, ma la partenza avvenne solo nel 1877, in ragione degli alti costi di trasporto. Fu costruito un natante metallico di forma cilindrica, chiamato Cleopatra, ideato dall'ingegnere John Dixon, all'interno del quale fu sistemato l'obelisco. Il natante fu trainato verso Londra dalla nave Olga, ma nel golfo di Biscaglia il 14 ottobre 1877 subì un naufragio, durante il quale andarono dispersi sei uomini dell'equipaggio dell'Olga che avevano cercato di salvarlo. I loro nomi sono incisi in una placca alla base dell'obelisco di Londra. Il natante fu abbandonato e andò alla deriva per qualche giorno, poi fu ritrovato dalla nave scozzese Fitzmaurice, che lo trainò in Spagna per riparazioni. Arrivò finalmente in Inghilterra al porto di Gravesend il 21 ottobre 1878, e da lì fu poi trasportato lungo il Tamigi a Londra.
Le due sfingi in bronzo accanto all'ago di Cleopatra non sono originali egizie, bensì di epoca vittoriana, così come gli altri ornamenti bronzei alla base dell'obelisco. Il piedistallo contiene una capsula, destinata alla posterità, che contiene artefatti e memorabilia della stessa epoca.
Il secondo obelisco fu donato da Isma'il Pascià al governo degli Stati Uniti. Il mecenate William Henry Vanderbilt finanziò il trasporto verso il porto di New York. Fu eretto nel Central Park il 22 febbraio del 1881.